# Dr. Feelgood (album)
Dr. Feelgood är ett musikalbum gjort av Mötley Crüe och släppt 1 september 1989 av Elektra Records. Albumet släpptes efter en tid som varit kantad av drogmissbruk, men när man spelade in det här albumet hade bland annat Nikki Sixx rehabiliterat sig.
Dr. Feelgood är gruppens mest framgångsrika album hittills. Det toppade Billboard 200 och har sålt över 7 miljoner exemplar bara i USA. Titelspåret blev deras första tio i topp-hit i USA. Andra framgångsrika låtar är "Kickstart My Heart" och "Don't Go Away Mad (Just Go Away)".
Sångaren Vince Neil hoppade av efter albumet och ersattes på nästföljande studioalbum, Mötley Crüe (1994), av John Corabi.

## Låtlista
1. "T. N. T. (Terror 'N Tinseltown)" - 0:42
2. "Dr. Feelgood" (Mick Mars/Nikki Sixx) - 4:50
3. "Slice of Your Pie" (Mick Mars/Nikki Sixx) - 4:32
4. "Rattlesnake Shake" (Tommy Lee/Mick Mars/Vince Neil/Nikki Sixx) - 3:40
5. "Kickstart My Heart" (Nikki Sixx) - 4:48
6. "Without You" (Mick Mars/Nikki Sixx) - 4:29
7. "Same Ol' Situation (S.O.S.)" (Tommy Lee/Mick Mars/Vince Neil/Nikki Sixx) - 4:12
8. "Sticky Sweet" (Mick Mars/Nikki Sixx) - 3:52
9. "She Goes Down" (Mick Mars/Nikki Sixx) - 4:37
10. "Don't Go Away Mad (Just Go Away)" (Mick Mars/Nikki Sixx) - 4:40
11. "Time for Change" (Donna McDaniel/Nikki Sixx) - 4:45